# 새드 사탄
새드 사탄(Sad Satan)은 2015년 마이크로소프트 윈도우용으로 출시된 공포 비디오 게임이다. 이 게임은 "ZK"라는 가명으로 활동하는 다크 웹 사용자가 만든 것으로 알려져 있다.
게임에서 플레이어는 전체 화면 이미지의 깜박임으로 인해 주기적으로 방해를 받는 동안 1인칭 시점으로 어두운 복도를 걸어간다. 목표나 승리 조건은 없다.
새드 사탄에는 두 가지 유명한 버전이 있다. 초기 버전의 영상은 2015년 6월 25일 유튜브 채널 Obscure Horror Corner에 업로드되었다. 이 채널의 게임 동영상은 여러 영어 간행물과 이후 국제적으로 수집되었다. 이전 버전과의 상당한 차이로 인해 비공식적으로 "클론" 버전으로 알려진 새드 사탄의 이후 버전은 훼손된 시체 사진과 아동 포르노 사례를 포함하여 극도로 생생한 이미지를 포함하는 것으로 악명을 얻었다.